# 동해중학교 (강원)
동해중학교(東海中學校)는 대한민국 강원특별자치도 동해시 발한동에 있는 공립 중학교이다.

## 학교 연혁
- 1984년 12월 31일 : 학교 설립 인가(각 학년 8학급, 24학급)
- 1985년 3월 6일 : 개교(1학년 7학급 393명 입학)
- 1988년 2월 10일 : 제1회 졸업식(7학급 370명)
- 2001년 12월 31일 : 급식소 완공(1동 2층 444.65㎠)
- 2009년 1월 6일 : 체육관(해송관) 완공
- 2011년 3월 1일 : 특수학급 1학급 개설
- 2023년 9월 1일 : 제18대 장경임 교장 취임
- 2025년 1월 8일 : 제38회 졸업식(101명 졸업) 졸업생 누계(8,111명)
- 2025년 3월 4일 : 제41회 입학식(72명 입학)

## 참고 자료
- 동해중학교 - 한국교육학술정보원 학교알리미